# 에른스트 크레치머

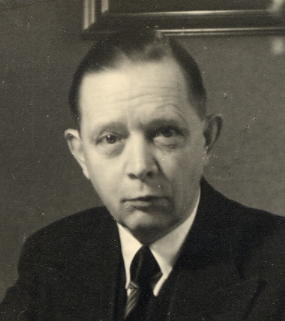

에른스트 크레치머(독일어: Ernst Kretschmer, 1888년 10월 8일~1964년 2월 8일)는 독일의 정신의학자이다. 마르부르크 대학교와 튀빙겐 대학교의 정신과 교수를 지냈다. 루트비히 클라게스의 성격유형론과 지그문트 프로이트의 정신분석의 영향을 받아 체격형(體格型)과 정신병·기질과의 상관관계를 연구하였다.

## 같이 보기
- 자세 (심리학)